# Bernhard Schmidt (philologue)
Ne doit pas être confondu avec Bernhard Schmidt.
Bernhard Schmidt (né le 30 janvier 1837 àIéna ; mort le 18 janvier 1917 à Fribourg-en-Brisgau) était un philologue classique allemand.

## Vie
Bernhard Schmidt est le fils du fonctionnaire des impôts Bernhard Schmidt (mort en 1851) et de son épouse Johanna née Sieglitz. Il fréquente l'école de garçons de Karl Volkmar Stoy (de), puis, à partir de 1851 le lycée Casimir (de) de Cobourg et, à partir de 1854, le lycée de Weimar, où il est influencé par le directeur Hermann Sauppe. À partir de 1856, Schmidt étudie la philologie classique aux universités d'Iéna, de Berlin et de Bonn. Au cours de ses études à Iéna, il devint membre de la Burschenschaft Arminia au Burgkeller en 1856. Une maladie oculaire l'obligea à faire une pause de plusieurs mois en 1859, durant laquelle il séjourna chez ses parents à Iéna. En 1860, il obtint son doctorat en philosophie à Berlin. Bernhard Schmidt est enterré dans le cimetière principal de Fribourg-en-Brisgau (de)
Ses intérêts de recherche comprenaient la tragédie romaine et la littérature populaire grecque. Ses livres les plus célèbres comprennent Das Volksleben der Neugriechen und das hellenische Altertum (La vie populaire des Grecs modernes et l'Antiquité hellénique) (Leipzig 1871) et l'anthologie Griechische Märchen, Sagen und Volkslieder (Contes de fées, légendes et chansons populaires grecques) (Leipzig 1877, réédité à Hildesheim/New York 1978).